# Бат Йеор
Бат Йеор (ивр. בת יאור‎ — «Дочь Нила», настоящее имя Жизель Литман (англ. Gisèle Littman), в девичестве Ореби (англ. Orebi); р. 1933) — британская писательница и историк. Специализируется на исследованиях о положении немусульманских меньшинств (христиан и евреев) в странах ислама. Родилась в Египте в еврейской семье. В 2005 году в привлекшей внимание книге «Еврабия» заявила о возможном поглощении Европы мусульманским миром.

## Произведения
- Eurabia: The Euro-Arab Axis, 2005, Fairleigh Dickinson University Press, ISBN 0-8386-4077-X
- Islam and Dhimmitude: Where Civilizations Collide, 2001, Fairleigh Dickinson University Press, ISBN 0-8386-3942-9; ISBN 0-8386-3943-7 (with David Littman, translated by Miriam Kochan)
- The Decline of Eastern Christianity: From Jihad to Dhimmitude;seventh-twentieth century, 1996, Fairleigh Dickinson University Press, ISBN 0-8386-3678-0; ISBN 0-8386-3688-8 (paperback).
- The Dhimmi: Jews and Christians Under Islam, 1985, Fairleigh Dickinson University Press, ISBN 0-8386-3233-5; ISBN 0-8386-3262-9 (paperback). (with David Maisel, Paul Fenton and David Littman; foreword by Jacques Ellul)
  - Зимми : Евреи и христиане под властью ислама. — Иерусалим: Библиотека-Алия, 1991. — 288 + 426 с. Т. 1, Т. 2
- Les Juifs en Egypte, 1971, Editions de l’Avenir, Geneva (in French, title translates as «The Jews in Egypt»)